# Ansett-New-Zealand-Flug 703
Auf dem Ansett-New-Zealand-Flug 703 (Flugnummer IATA: ZQ703, ICAO: NZA703, Funkrufzeichen: ANZA 703) verunglückte am 9. Juni 1995 eine de Havilland Canada DHC-8-102 kurz vor der Landung auf dem Flughafen Palmerston North. Bei dem Unfall kamen vier Personen ums Leben, 17 wurden verletzt.

## Flugzeug
Das betroffene Flugzeug war eine de Havilland Canada DHC-8-102, die zum Zeitpunkt des Unfalls achteinhalb Jahre alt war. Die Maschine mit der Werknummer 055 wurde als 55. Maschine dieses Typs aus laufender Produktion im Jahr 1986 im Werk von De Havilland Canada am Flughafen Toronto/Downsview endmontiert und erhielt zunächst das Test-Luftfahrzeugkennzeichen C-GFRP, mit dem es am 26. November 1986 seinen Erstflug absolvierte. Am 2. Dezember 1986 wurde die Maschine an die Ansett New Zealand, eine Tochtergesellschaft der Ansett Australia erstausgeliefert, welche sie seitdem zunächst bei ihrer Tochtergesellschaft Ansett Newmans betrieb, bis diese Mitte 1987 in der Ansett New Zealand aufging. Die Maschine wurde durchgehend mit dem Luftfahrzeugkennzeichen ZK-NEY betrieben. Der erste Passagierflug wurde am 25. Dezember 1986 durchgeführt. Die Maschine trug den Taufnamen Palmerston North. Das zweimotorige Kurzstreckenflugzeug war mit zwei Turboproptriebwerken des Typs Pratt & Whitney Canada PW120A ausgestattet. Bis zum Zeitpunkt des Unfalls hatte das Flugzeug eine Gesamtbetriebsleistung von 22.154 Betriebsstunden absolviert, auf die 24.976 Starts und Landungen entfielen.

## Passagiere
Den Flug von Auckland nach Palmerston hatten 18 Passagiere angetreten, von denen 17 Neuseeländer waren und einer Staatsbürger der Vereinigten Staaten.

## Besatzung
Es befand sich eine dreiköpfige Besatzung an Bord, bestehend aus einem Flugkapitän, einem Ersten Offizier und einer Flugbegleiterin.
Der 40-jährige Flugkapitän Gary Sotheran wurde im April 1987 durch Ansett New Zealand eingestellt. Bis zum 30. Oktober 1994 wurde er als Erster Offizier im Cockpit der Flugzeugtypen Boeing 737-200 und BAe 146 eingesetzt. Zuvor hatte er 500 Stunden Flugerfahrung in Maschinen des Typs Swearingen Metro SA 227 absolviert, davon 100 als Pilot Flying. Erst ab Oktober 1994 wurde er für die De Havilland DHC-8 ausgebildet. Er verfügte über 7.765 Stunden Flugerfahrung, von denen er 273 im Cockpit der De Havilland Canada DHC-8-100 absolviert hatte.
Der 33-jährige Erste Offizier Barry Brown wurde im November 1994 durch Ansett New Zealand eingestellt. Zuvor hatte er erfolgreich einen Kurs zum Fliegen der De Havilland Canada DHC-8 absolviert. Er hatte zuvor fünf Jahre lang im Passagierflugbetrieb in Papua-Neuguinea Maschinen der Typen De Havilland Canada DHC-6 Twin Otter, Britten-Norman BN-2 Islander, Embraer 110 und Beechcraft King Air 200 geflogen, wobei er rund 4.000 Stunden Flugerfahrung als Einzelpilot im Instrumentenflug absolviert hatte. Bevor er bei der Ansett New Zealand anheuerte, verfügte er über wenig Erfahrung auf Flügen mit einem weiteren Piloten im Cockpit. Der Erste Offizier verfügte über 6.460 Stunden Flugerfahrung, von denen er 341 im Cockpit der De Havilland Canada DHC-8-100 absolviert hatte.
Die Zusammensetzung der Cockpitbesatzung war damit unvorteilhaft, weil beide Piloten relativ unerfahren mit dem Flugzeugtyp waren, obwohl die eingesetzte Maschine und der Flugzeugtyp bei der Ansett New Zealand keineswegs neu waren. Als drittes Besatzungsmitglied war die Flugbegleiterin Karen Gallagher an Bord.

## Flugverlauf und Unfallhergang
Der Inlandslinienflug startete um 8:17 Uhr vom Flughafen Auckland. Beim Anflug auf den Flughafen Palmerston North erhielten die Piloten die Freigabe, auf Landebahn 25 zu landen. Um diese zu erreichen, flogen die Piloten mit der Maschine eine Rechtskurve. Während der Erste Offizier die Landecheckliste abarbeitete, unterbrach der Kapitän ihn mehrfach und wies ihn an, einzelne Punkte der Checkliste zu überspringen und das Fahrwerk auszufahren. Beim Ausfahren des Fahrwerks fuhr das rechte Hauptfahrwerk nicht vollständig aus, weshalb der Erste Offizier versuchte, es manuell mithilfe einer hydraulischen Pumpe auszufahren. Die Triebwerke befanden sich bereits im Leerlauf, was den gewöhnlichen Prozeduren entsprach, jedoch sank die Maschine zunehmend unter die Mindestsinkflughöhe herab. Das Ground Proximity Warning System (GPWS) gab noch ein Alarmsignal über die Bodenannäherung aus, doch der Kapitän reagierte nicht mehr rechtzeitig darauf. Um 9:22 Uhr wurde die Maschine, an einem Punkt, den sie in einer Höhe von 2.650 Fuß (ca. 810 Meter) hätte überfliegen sollen, in einer Höhe von 1.272 Fuß (ca. 388 Meter) in hügeliges Gelände in den Tararua Ranges geflogen. Auf den rundlichen Hügeln weideten Schafe, von denen drei bei dem Unfall getötet wurden.

## Rettungs- und Bergungseinsatz
Der Passagier William McGrory besaß ein zu der damaligen Zeit noch selten anzutreffendes Mobiltelefon, welches bei dem Unfall unbeschadet blieb, wodurch er den Notruf verständigen konnte. In der Notrufzentrale wurde zunächst verstanden, dass er den Unfall lediglich beobachtet habe. Als er zurückgerufen wurde und geklärt werden konnte, dass der Anrufer ein Überlebender des Flugunfalls war, wurde der Anruf bis zum Eintreffen des Rettungshubschraubers aufrecht gehalten.
Aufgrund der Unwegsamkeit des Geländes wurde das Flugzeugwrack mithilfe von Seilen durch einen Hubschrauber geborgen und für die Flugunfalluntersuchung in einen Hangar überführt.

## Opfer
Bei dem Aufprall starben zwei Passagiere und die Flugbegleiterin, welche vor dem Aufprall nicht angeschnallt gewesen war. Die beiden Piloten wurden schwer verletzt. Von den überlebenden Passagieren erlitten 12 schwere Verletzungen und drei wurden leicht verletzt.
Der Passagier Reginald John Dixon hatte nach dem Verlassen der Maschine versucht, zwei bei der Tragflächenwurzel eingeschlossene Passagiere zu befreien. Ein kleines Feuer neben dem abgerissenen Triebwerk entfachte sich plötzlich stichflammenartig zu einem größeren Brand, wobei sich Dixon schwere Verbrennungen zuzog, an denen er zwölf Tage nach dem Unfall als viertes Todesopfer verstarb. Dixon wurde später posthum am 23. Oktober 1999 mit dem New Zealand Cross, der höchsten neuseeländischen Auszeichnung für zivile Tapferkeit geehrt.

## Ursache
Die Unfallermittler bemängelten, dass der Kapitän nicht sichergestellt habe, dass das Flugzeug während des durchgeführten Nichtpräzisionsanflugs im Instrumentenflug das erforderliche Anflugprofil erreicht und beibehält. Der Kapitän habe auf seiner Entscheidung beharrt, das Fahrwerk auszufahren, ohne dabei den Instrumentenanflug abzubrechen, was ihn von seiner Hauptaufgabe abgelenkt habe, das Flugzeug zu fliegen. Während der Erste Offizier versuchte, eine Fehlfunktion des Fahrwerks zu beheben, habe er, abgelenkt durch den Flugkapitän und auf dessen Anweisung, die Checkliste nicht in der korrekten Reihenfolge ausgeführt. Die Fehlfunktion des Fahrwerks konnte auf eine verschleißbedingte Kerbe im Halteriegel des Fahrwerksmechanismus zurückgeführt werden, wodurch die Fahrwerkmechanik blockierte und das Fahrwerk sich nicht absenkte. Es konnte festgestellt werden, dass es an den Maschinen der Ansett New Zealand im Laufe ihrer Betriebsgeschichte zu einer Reihe von Problemen beim Absenken des Fahrwerks gekommen war, bei denen sich das Fahrwerk entweder nicht ausfahren ließ oder nur sehr langsam ausfuhr. In der Folge seien die Halteriegel an Maschinen des Typs DHC-8-100 durch Neukonstruktionen ersetzt worden, bei denen ein anderes Material eingesetzt wurde, welches nicht so schnell verschliss. Ansett New Zealand ließ die Riegel lediglich an der linken Fahrwerksmechanik erneuern, da die Probleme hauptsächlich dort aufgetreten waren.
Es konnte darüber hinaus festgestellt werden, dass das rechte Hauptfahrwerk nicht ausgefahren war, weil der Erste Offizier nicht fest genug an dem Seilzug für das ansonsten zuverlässig arbeitende System gezogen hatte.
Die Unfallermittler kamen ferner zu dem Schluss, dass die Warnung durch das Bodennäherungswarnsystem spät, und zwar nur 4,5 Sekunden vor dem Aufprall erfolgt war. Die Unfalluntersuchung ergab ferner, dass das GPWS vor dem Aufprall deutlich früher, nämlich 17 Sekunden vor dem Aufprall hätte ertönen müssen, was dieses jedoch nicht tat. Der Flugkapitän gab nach dem Unfall an, dass die Anzeige des Höhenmessers 4,5 Sekunden vor dem Aufprall auf einmal um 1.000 Fuß herabgefallen sei. Untersuchungen hinsichtlich einer möglichen Fehlfunktion des Höhenmesser ergaben, dass die Antennenkuppel des Radarhöhenmessers, welcher ein Signal an das GPWS sendet, bei einer Wartung übermalt worden sei, was möglicherweise das Vermögen des GPWS, einen zeitigen Alarm über eine bevorstehende Bodenannäherung anzuzeigen, beeinträchtigt haben könnte. Später kommentierte die Untersuchungskommission dagegen, dass die Farbe auf den Antennen die Signale nicht blockiert oder reflektiert hätte. Die Radarantennen sind deutlich mit dem Hinweis "Do not paint" versehen, wobei dem Hinweis in diesem Fall beim Bemalen der Maschine keine Beachtung geschenkt wurde. Bei einer Überprüfung des Radarhöhenmessers der Unfallmaschine auf einem Prüfstand funktionierte die Einheit einwandfrei.

## Mediale Aufarbeitung
Der Unfall auf dem Flug 703 war Thema der achten Folge der einundzwanzigsten Staffel der kanadischen Dokumentarserie Mayday – Alarm im Cockpit, die in Deutschland unter dem Titel In der Zwickmühle (Originaltitel: Caught in a Jam) ausgestrahlt wurde.